# Walentkowa Kopka

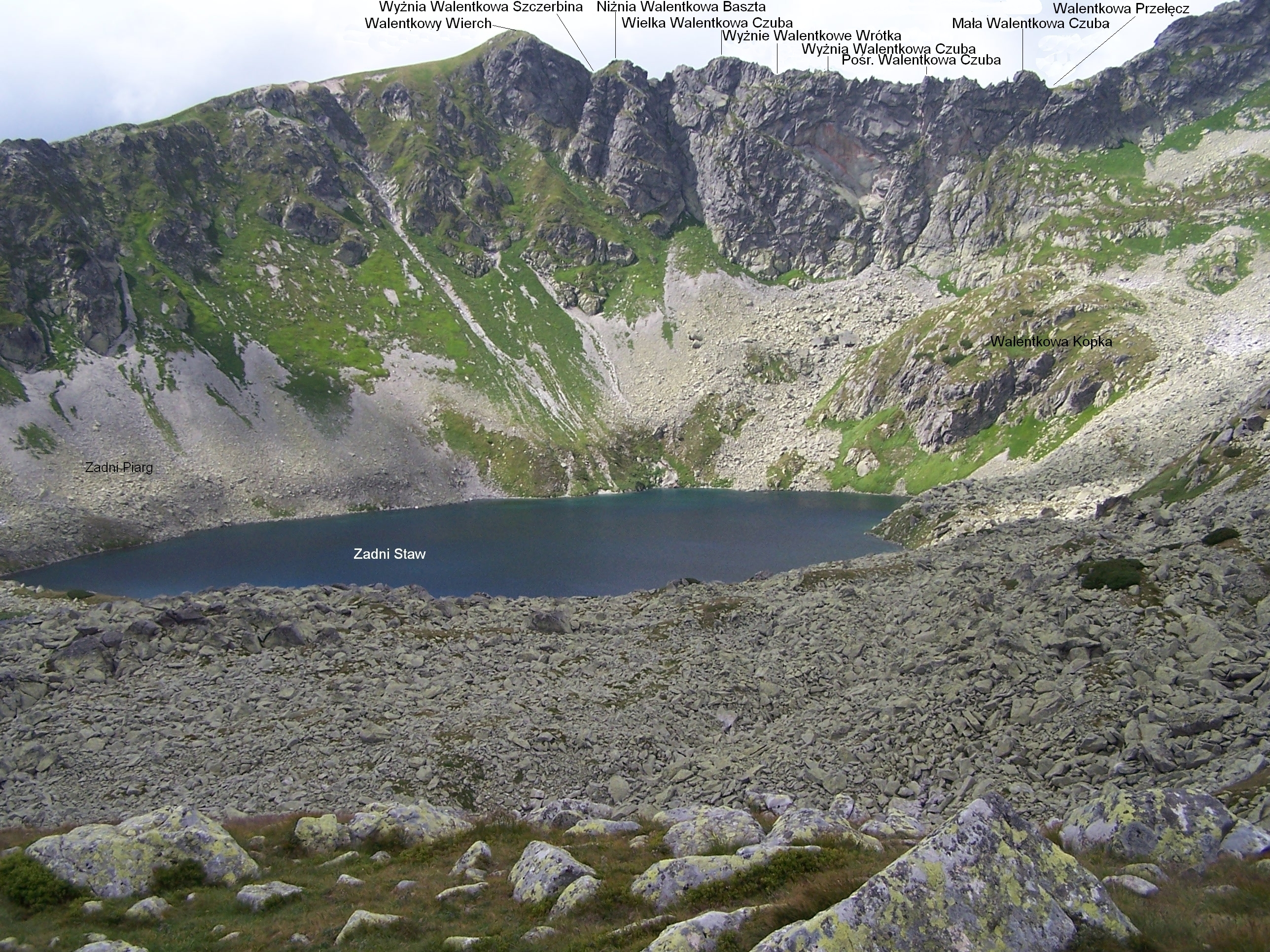

Walentkowa Kopka – niewielkie, kopulaste wzniesienie w Dolince pod Kołem będącej górnym piętrem Doliny Pięciu Stawów Polskich w Tatrach Wysokich. Znajduje się w północno-wschodnich stokach Walentkowej Przełęczy i po północnej stronie Zadniego Stawu. Opada do niego skalnymi ściankami, poza tym jest trawiasto-skaliste i otoczone piargami.
Walentkowa Kopka ma poziomy i płaski wierzchołek, dzięki czemu wykorzystywana jest jako najlepsze w okolicy lądowisko dla helikopterów ratowniczych.